# Filmjahr 1908
Liste der Filmjahre

◄◄ | ◄ | 1904 | 1905 | 1906 | 1907 | Filmjahr 1908 | 1909 | 1910 | 1911 | 1912 | ► | ►►

Weitere Ereignisse

## Ereignisse

### Produktionen und Uraufführungen
- 2./7. Januar: James Searle Dawley dreht den achtminütigen Film Rescued from an Eagle’s Nest, in dem Henry B. Walthall sein Filmdebüt und David Wark Griffith seine erste Hauptrolle haben. Die erste Kinoaufführung erfolgt am 18. Januar.
- 19. April: Mit der Lichtbild-Bühne erscheint in Deutschland die erste Filmzeitschrift.
- D. W. Griffith hat sein Debüt als Regisseur mit dem zwölfminütigen Stummfilmdrama The Adventures of Dollie, das am 14. Juli uraufgeführt wird.

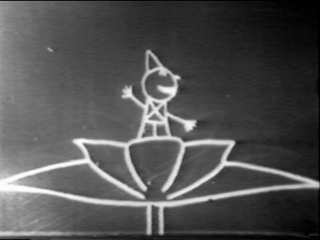
Bild aus Fantasmagorie

- 17. August: Der erste bekannte Zeichentrickfilm Fantasmagorie, geschaffen von Émile Cohl, wird im Théâtre du Gymnase in Paris uraufgeführt.
- 17. November: Der französische Stummfilm L'Assassinat du duc de Guise (Die Ermordung des Herzogs von Guise) von Frères Lafitte hat seine Uraufführung. Er wird als Meilenstein der Filmgeschichte betrachtet, weil erkennbar wird, dass ein Film an Inszenierung und Schauspiel neue Anforderungen stellt und weil er als erster Film mit einer Originalmusik aufwartet, die eigens für den Film von Camille Saint-Saëns komponiert und auf Grammophonplatten aufgenommen wurde. Die Hauptrollen des 15-minütigen Historienfilms spielen bekannte Schauspieler der Comédie-Française.

- Das bis heute erhaltene „Tonbild“ Schutzmann-Lied mit Henry Bender in der Hauptrolle wird hergestellt.

### Unternehmensgründungen
- Dezember: Thomas Edison gründet die Motion Picture Patents Company zur Kontrolle der Produktion und Verbreitung von Filmen und damit verbundener Patente.

### Weitere Ereignisse
- Die zweite österreichische Filmzeitschrift, Der österreichische Komet, erscheint erstmals.
- Der erste österreichische Spielfilm soll nach Angaben Heinz Hanus’ hergestellt worden sein: Von Stufe zu Stufe. Außer seiner Aussage finden sich jedoch keinerlei Belege – etwa in zeitgenössischen Filmzeitschriften oder Zeitungen, die damals bereits aufmerksam das Film- und Kinogeschehen in Österreich verfolgen – für seine Ausführungen.

## Geboren

### Januar bis März
- 10. Januar: Paul Henreid, österreichischer Schauspieler († 1992)
- 10. Januar: Bernard Lee, britischer Schauspieler († 1981)
- 11. Januar: Lionel Stander, US-amerikanischer Schauspieler († 1994)
- 12. Januar: Jean Delannoy, französischer Regisseur († 2008)

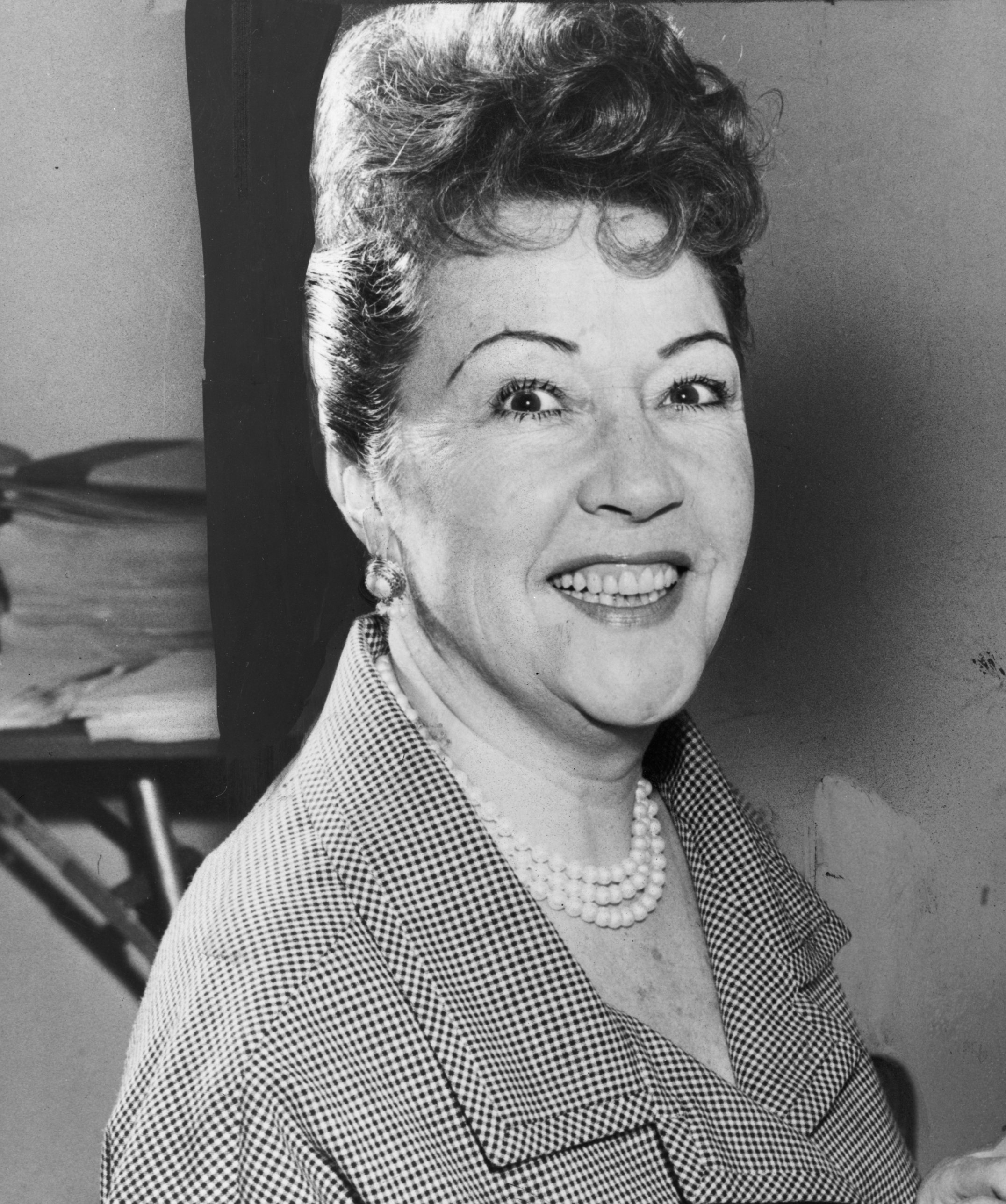
Ethel Merman (* 16. Januar)

- 16. Januar: Ethel Merman, US-amerikanische Schauspielerin († 1984)
- 18. Januar: Lilian Bond, britische Schauspielerin († 1991)
- 26. Januar: Beatrice Dawson, britische Kostümbildnerin († 1976)

- 02. Februar: Renzo Rossellini, italienischer Komponist († 1982)
- 10. Februar: Alexandre Mnouchkine, russisch-französischer Produzent († 1993)
- 11. Februar: Philip Dunne, US-amerikanischer Drehbuchautor und Regisseur († 1992)
- 17. Februar: Georges Dancigers, russisch-französischer Produzent († 1993)
- 18. Februar: Marga Legal, deutsche Schauspielerin († 2001)
- 18. Februar: Angelo Rossitto, US-amerikanischer Schauspieler († 1991)
- 22. Februar: John Mills, britischer Schauspieler († 2005)
- 28. Februar: Alexander Golitzen, US-amerikanischer Szenenbildner († 2005)

- 05. März: Erik Frey, österreichischer Schauspieler († 1988)

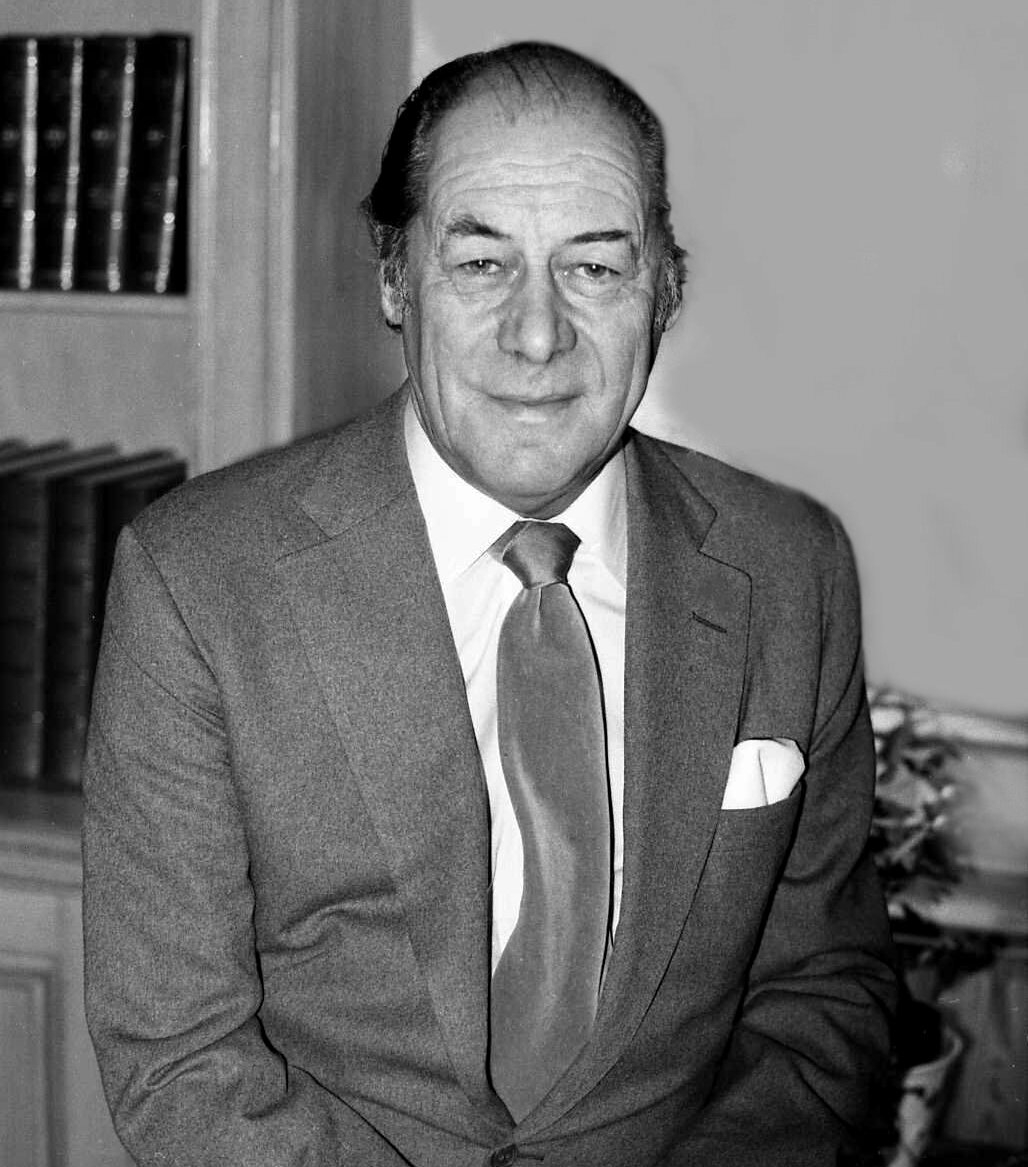
Rex Harrison (* 5. März)

- 05. März: Rex Harrison, britischer Schauspieler († 1990)
- 07. März: Anna Magnani, italienische Schauspielerin († 1973)
- 16. März: Robert Rossen, US-amerikanischer Regisseur und Drehbuchautor († 1966)
- 17. März: Brigitte Helm, deutsche Schauspielerin († 1996)
- 17. März: Jack Hildyard, britischer Kameramann († 1990)
- 20. März: Michael Redgrave, britischer Schauspieler († 1985)
- 25. März: David Lean, britischer Regisseur († 1991)
- 28. März: Grégoire Aslan, armenischer Schauspieler († 1982)
- 29. März: Arthur O’Connell, US-amerikanischer Schauspieler († 1981)

### April bis Juni

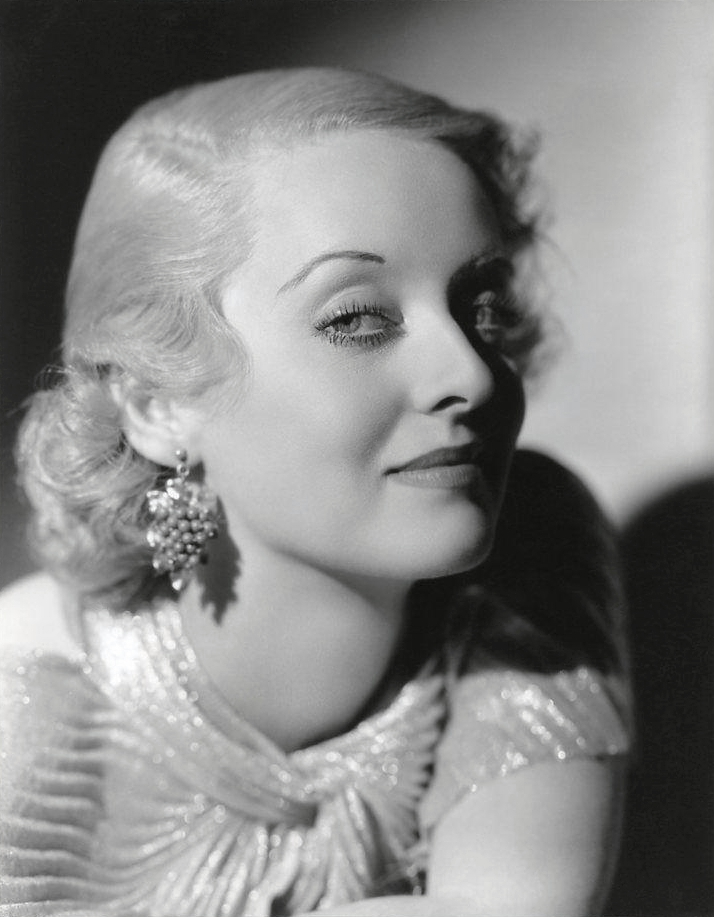
Bette Davis (1934)

- 05. April: Bette Davis, US-amerikanische Schauspielerin († 1989)
- 05. April: Kurt Neumann, deutscher Regisseur († 1958)
- 21. April: Wilfried Seyferth, deutscher Schauspieler († 1954)
- 28. April: Carl Laemmle junior, US-amerikanischer Produzent († 1979)
- 30. April: Eve Arden, US-amerikanische Schauspielerin († 1990)

- 06. Mai: Lucien Ballard, US-amerikanischer Kameramann († 1988)

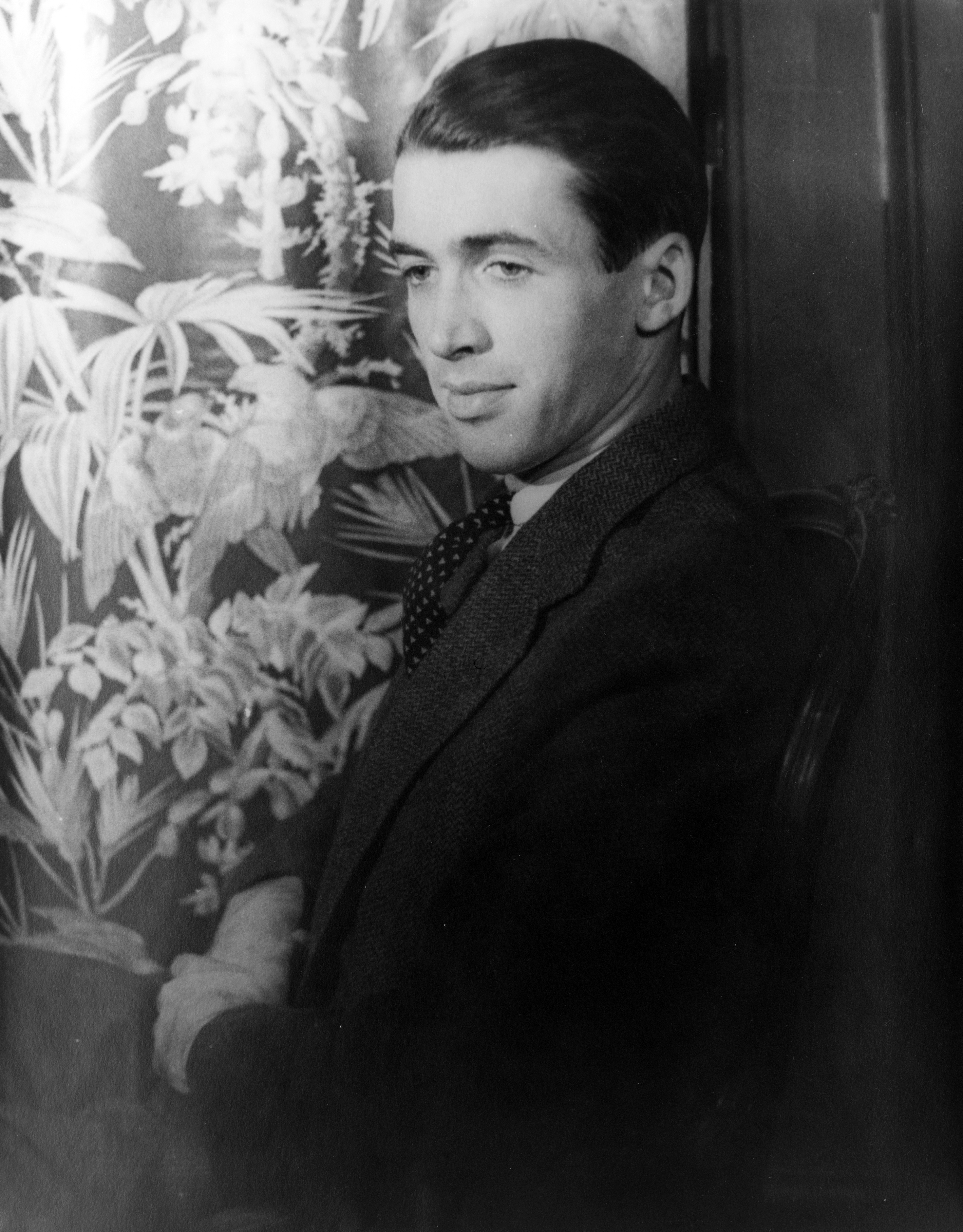
James Stewart (1934)

- 20. Mai: James Stewart, US-amerikanischer Schauspieler († 1997)
- 26. Mai: Robert Morley, britischer Schauspieler und Schriftsteller († 1992)
- 27. Mai: Frank S. Nugent, US-amerikanischer Drehbuchautor († 1965)
- 28. Mai: Luigi Veronesi, italienischer Bühnenbildner und Regisseur († 1998)
- 31. Mai: Don Ameche, US-amerikanischer Schauspieler († 1993)

- 10. Juni: Robert Cummings, US-amerikanischer Schauspieler († 1990)
- 18. Juni: Nedra Volz, US-amerikanische Schauspielerin († 2003)
- 24. Juni: Marina Ladynina, sowjetisch-russische Schauspielerin († 2003)
- 24. Juni: Tullio Pinelli, italienischer Drehbuchautor († 2009)

### Juli bis September

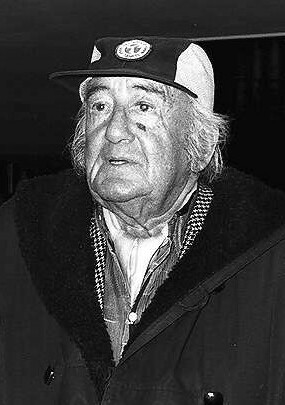
Harald Reinl (1985)

- 09. Juli: Harald Reinl, österreichischer Regisseur († 1986)
- 12. Juli: Milton Berle, US-amerikanischer Schauspieler († 2002)
- 12. Juli: Alain Cuny, französischer Schauspieler († 1994)
- 14. Juli: George Sherman, US-amerikanischer Regisseur († 1991)
- 18. Juli: Lupe Vélez, mexikanische Schauspielerin († 1944)
- 30. Juli: Arno Assmann, deutscher Schauspieler, Regisseur und Intendant († 1979)

- 13. August: Gene Raymond, US-amerikanischer Schauspieler († 1998)
- 30. August: Fred MacMurray, US-amerikanischer Schauspieler († 1991)
- 30. August: Leda Gloria, italienische Schauspielerin († 1997)

- 04. September: Edward Dmytryk, US-amerikanischer Regisseur († 1999)
- 04. September: Dita Parlo, deutsch-französische Schauspielerin († 1971)
- 06. September: Alfred Schieske, deutscher Schauspieler († 1970)
- 15. September: Jules Schermer, US-amerikanischer Filmproduzent († 1996)

### Oktober bis Dezember
- 03. Oktober: Aldo Frosi, italienischer Schauspieler († 1971)
- 05. Oktober: Joshua Logan, US-amerikanischer Regisseur († 1988)

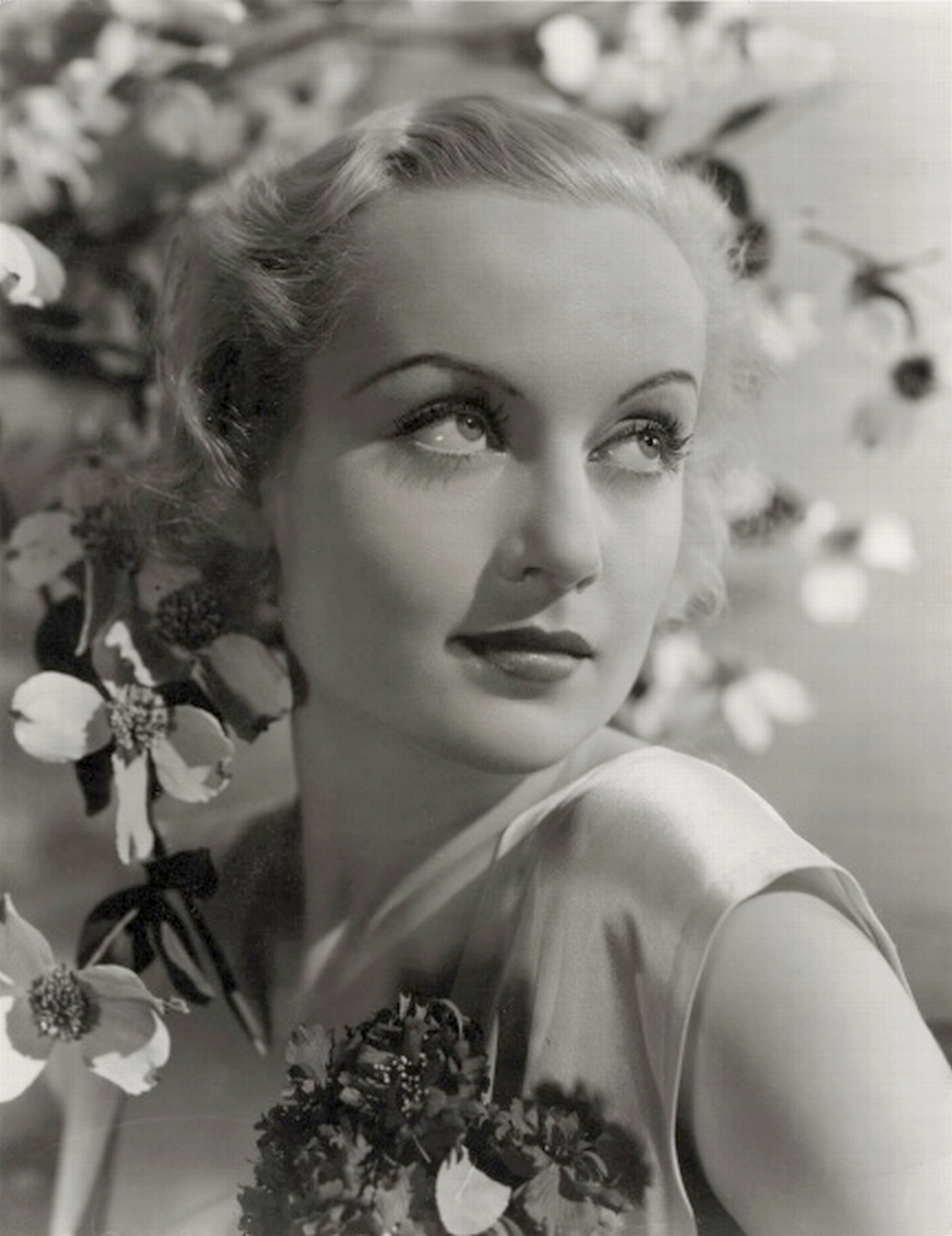
Carole Lombard (1933)

- 06. Oktober: Carole Lombard, US-amerikanische Schauspielerin († 1942)
- 15. Oktober: Ignazio Ferronetti, italienischer Filmeditor und Regisseur († ?)
- 19. Oktober: Herbert Steinmetz, deutscher Schauspieler († 1986)
- 21. Oktober: Pierre Dux, französischer Schauspieler († 1990)

- 04. November: Stanley Cortez, US-amerikanischer Kameramann († 1997)
- 08. November: Heinz Klevenow, deutscher Schauspieler und Hörspielsprecher († 1975)
- 11. November: Martin Held, deutscher Schauspieler († 1992)
- 22. November: Marcel Cravenne, französischer Regisseur († 2002)
- 24. November: Aleksander Ford, polnischer Regisseur († 1980)

- 03. Dezember: Nigel Balchin, britischer Drehbuchautor († 1970)
- 09. Dezember: Karl-Maria Schley, deutscher Schauspieler und Hörspielsprecher († 1980)
- 11. Dezember: Manfred Meurer, deutscher Schauspieler und Synchronsprecher († 1979)
- 11. Dezember: Manoel de Oliveira, portugiesischer Regisseur und Drehbuchautor († 2015)

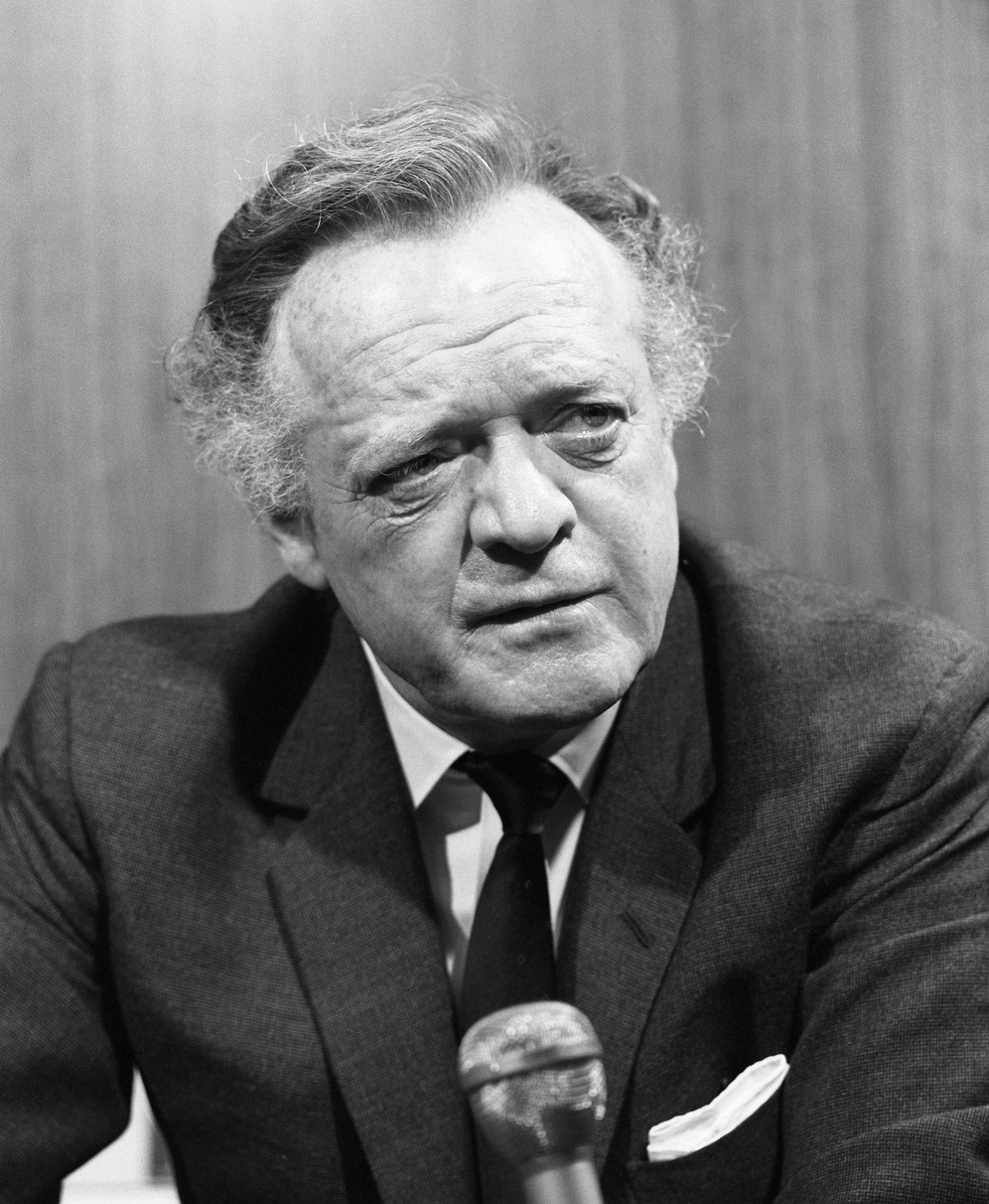
Van Heflin (1970)

- 13. Dezember: Van Heflin, US-amerikanischer Schauspieler († 1971)
- 13. Dezember: Fritz Schröder-Jahn, deutscher Schauspieler und Regisseur († 1980)
- 14. Dezember: Friedrich Joloff, deutscher Schauspieler († 1988)
- 14. Dezember: Laurence Naismith, britischer Schauspieler († 1992)
- 18. Dezember: Celia Johnson, britische Schauspielerin († 1982)
- 22. Dezember: Patricia Hayes, britische Komikerin und Schauspielerin († 1998)
- 28. Dezember: Lew Ayres, US-amerikanischer Schauspieler († 1996)